# Gisela Bolaños
 Gisela Carlota Bolaños Scarton conocida como Gisela Bolaños (Valencia, Carabobo, 5 de abril de 1935 - ibídem, 8 de noviembre de 2013) fue una modelo venezolana. Fue la segunda mujer en conseguir el título de Miss Venezuela en 1953. Tras coronarse reina de belleza del país caribeño, participó en concursos internacionales, contrayendo matrimonio con Luis Delgado (fallecido en 2009), empresario carabobeño, antes de concluir su reinado. Tras el enlace decide retirarse de la vida pública, y dedicándose por entero a su esposo y a sus cuatro hijos. Reapareció como jurado en el concurso de belleza en 2002, siendo esta su última aparición pública. 
Una de sus hijas, Marisela Delgado de domingo, fue la creadora de la firma de artesanía "Macambú", empresa que se enfrentó a una importante crisis tras la marcha de la familia domingo a Miami, y que finalmente desapareció en el año 2000.

## Biografía
Rubia y de ojos verdes, la primera participación de Gisela Bolaños en concursos de belleza fue en la elección de la madrina de la Motonave Ciudad de Valencia, en Puerto Cabello, estado Carabobo. Bolaños no ganó este concurso, pero miembros del Club de Leones presentes en el evento la recomendaron para participar en el "Señorita Carabobo", el cual ganó tras pedir permiso a sus padres por ser menor de edad.
Seguidamente, Bolaños representó a Carabobo en el Miss Venezuela 1953, que tras una serie de desfiles de clasificación llegó a su final el sábado 27 de junio de 1953, en el Valle Arriba Golf Club de Caracas. En el concurso solo participaron 11 candidatas debido al retiro de las representantes de Apure, Aragua, Bolívar y Trujillo y en el cuadro final quedaron Bolaños, Delmira Antonetti Núñez (Miss Monagas y primera finalista) y Margot Léidenz Navas (Miss Falcón y segunda finalista. Las bandas especiales del concurso se entregaron a Miss Anzoátegui, Aura Santos Silva (Miss Amistad), y Miss Barinas, Irma Fadul Aragón (Miss Simpatía). Ese año Venezuela no envió a la primera y segunda finalista a ningún concurso.
En la final del concurso Bolaños iba a ser coronada al borde de la piscina del Valle Arriba pero debido a una tormenta, el organizador del evento, Reinaldo Espinoza Hernández, movió la coronación a un pequeño salón del club donde Miss Venezuela 1952, Sofía Silva Inserri, entregó la corona a su sucesora. 
Tras el concurso, Bolaños viajó a EE. UU. para representar a Venezuela en el Miss Universo 1953. Este concurso se celebró en el Long Beach Municipal Auditórium, de Long Beach, California, el 17 de julio de 1953 y el mismo fue ganado por Christiane Martel de Francia, casada posteriormente con el empresario mexicano, Miguel Alemán Velasco y en donde la mexicana  Ana Bertha Lepe recientemente fallecida, obtuvo el 4° lugar y sin que Venezuela tuviera figuración alguna.
En una entrevista para Notitarde el 9 de agosto de 2005, Bolaños declaró que tras ganar el Miss Venezuela, el Obispo de Valencia, Gregorio Adam Dalmau, le bromeó diciéndole que le había ganado a la Virgen, refiriéndose a la Virgen de Coromoto, la cual la habían traído en custodia a la ciudad sin causar tanta celebración como Bolaños misma. En la entrevista también reveló que la corona había sido de gran alegría para su familia ya que en ese momento su padre se encontraba encarcelado por el gobierno de Marcos Pérez Jiménez, pero cuando el gobernador del estado la recibió oficialmente le dijo: "Una Miss Venezuela no puede tener a su papá preso", y ordenó su liberación de inmediato.
Tras regresar del Miss Universo en Estados Unidos, Bolaños contrajo matrimonio antes de concluir su reinado con el empresario carabobeño Luis Delgado, por lo que no entregó la corona al año siguiente. En 2002, reapareció en el Miss Venezuela como jurado de la edición de ese año, siendo esa su última aparición pública.
Como dato curioso, para el Miss Venezuela 1953 aumentaron las protestas de grupos católicos que se habían sucedido a raíz del primer concurso. Como medio de presión, los colegios católicos del país amenazaron con expulsar a las muchachas que pretendieran participar en el Miss Venezuela y un grupo civil denominado Liga de la moralidad, presidido por Arístides Calvani, desarrolló una campaña publicitaria en la que se publicó en los diarios del país un documento donde se exhortaba a las niñas a no participar en este acto lleno de "inmoralidad y deshonestidad".
Falleció el 8 de noviembre de 2013 a los 78 años por Causas Naturales en su casa ubicada en la ciudad de Valencia, fue cremada en el Cementerio Jardines del Recuerdo de esa ciudad.

## Miss Venezuela 1953
Cuadro final
- 1. Gisela Bolaños Scarton, Carabobo.
- 2. Delmira Antonetti Núñez, Monagas.
- 3. Margot Léidenz Navas, Falcón.
- 4. Úrsula Servidia Queró Pérez, Distrito federal.

### Participantes en el Miss Venezuela 1953
- Aurita Santos, Miss Amazonas.
- Irma Fadull Aragón, Barinas.
- Gisela Bolaños Scarton, Carabobo.
- Carmen Emilia Monagas Domínguez, Cojedes.
- Úrsula Servidia Quero Pérez, Distrito Federal.
- Margot Leindez Navas, Falcón.
- Bertha D`Lima, Lara.
- Ruth Margarita Tirado Oquendo, Mérida.
- Delmira Antonetti Núñez, Monagas.
- Cristina Martínez Raffalli, Sucre.
- Elena Ruiz, Táchira.
- Libia Hernández Rosales, Trujillo.